# Browns (Nouvelle-Zélande)
Pour les articles homonymes, voir Browns.
Browns est une localité du centre de la région du Southland située dans l’Île du Sud de la Nouvelle-Zélande.

## Situation
La ville de Browns est localisée juste à l’est de la ville de Winton sur le bord  sud-ouest des collines de Hokonui (en).

## Accès
La route State Highway 16 /S H 16 (en) passe à travers la ville sur son trajet entre la ville de Winton et celle de Springhills.

## Chemin de Fer
Browns fut aussi le  terminus d’un embranchement du  chemin de fer de 1953 jusqu‘en 1968.
En 1883, un tramway de campagne fut  construit dans la région de Browns à partir d’une jonction avec la branche de Kingston (en) au niveau de la ville de Winton.  Dans les années 1890, il fut réaménagé au standard du chemin de fer de Nouvelle-Zélande et étendu vers la ville de Hedgehope, puis pris en charge par le Département des chemins de fer de la Nouvelle-Zélande (en).
Cette ligne fut connue sous le nom de branche de Hedgehope (en) et ouvrit le 17 juillet 1899 avec une gare dans la ville de Browns.  Le service de transport de passager cessa le 9 février 1931, et du  fait de la diminution du fret au-delà de Browns, la section Browns-Hedgehope ferma le 24 décembre 1953. Le transport d'engrais et de produits prédominaient dans le trafic à partir de Browns, mais quand les financements gouvernementaux pour soutenir le transport par rail furent supprimés, la liaison par rail lelong de la branche de Tokanui (en) vers la première destination pour Browns fut fermée, le tonnage du fret chuta au-dessous d’un niveau souhaitable.
Dès  lors, la branche allant de Winton à Browns fut fermé le 1er janvier 1968.
Très peu de chose de la ligne de chemin de fer de Browns n'est encore maintenant évident dans le village.